# Raveniola micropa
Raveniola micropa is een spinnensoort in de taxonomische indeling van de bruine klapdeurspinnen (Nemesiidae).
Raveniola micropa werd in 1871 beschreven door Ausserer.